# De la Chevalerie
De la Chevalerie is een van oorsprong Frans, thans Belgisch adellijk geslacht.

## Geschiedenis
De familie kan worden teruggevoerd tot de 15e eeuw. Op 10 juli 1527 verhief Hendrik II van Frankrijk Georges (de la) Chevaler(i)e, woonachtig in Vitré, in de adelstand. Een nazaat in de 10e generatie, Théophile de la Chevalerie (1858-1927), verkreeg op 16 maart 1921 erkenning van adeldom in de Belgische adel.
In 2019 waren er nog drie mannelijke telgen in leven: de chef de famille en zijn twee zonen, geboren in 2002 en 2006.

### Belgisch wapen (1921)
- Van keel, met een steigerend paard van zilver, zonder zadel of teugels.
- Het schild getopt met een helm van zilver, getralied, gehalsband en omboord van goud, gevoerd en vastgehecht van keel, met wrong en dekkleden van zilver en van keel.
- Helmteken: een rechterarm gewapend van zilver, zwaaiende met een degen van hetzelfde, met gevest van goud.
- Wapenspreuk: 'Preux et sans reproche' van zilver, op een losse band van keel.

## Enkele telgen
Jhr. dr. Théophile de la Chevalerie (1858-1927), geneesheer
- Jhr. dr. Marcel de la Chevalerie (1889-1969), advocaat bij het Hof van Beroep te Brussel
  - Jhr. dr. Amaury de la Chevalerie (1933-2018), eerste plaatsvervangend procureur des Konings te Nijvel
    - Jhr. Amaury de la Chevalerie (1965), belastingadviseur en chef de famille
      - Jhr. Amaury de la Chevalerie (2002), vermoedelijke opvolger als chef de famille

### Adellijke allianties
- De Looz-Corswarem (1961); Van der Straten Waillet (1993)